# Jürgen Herzog (Mathematiker)

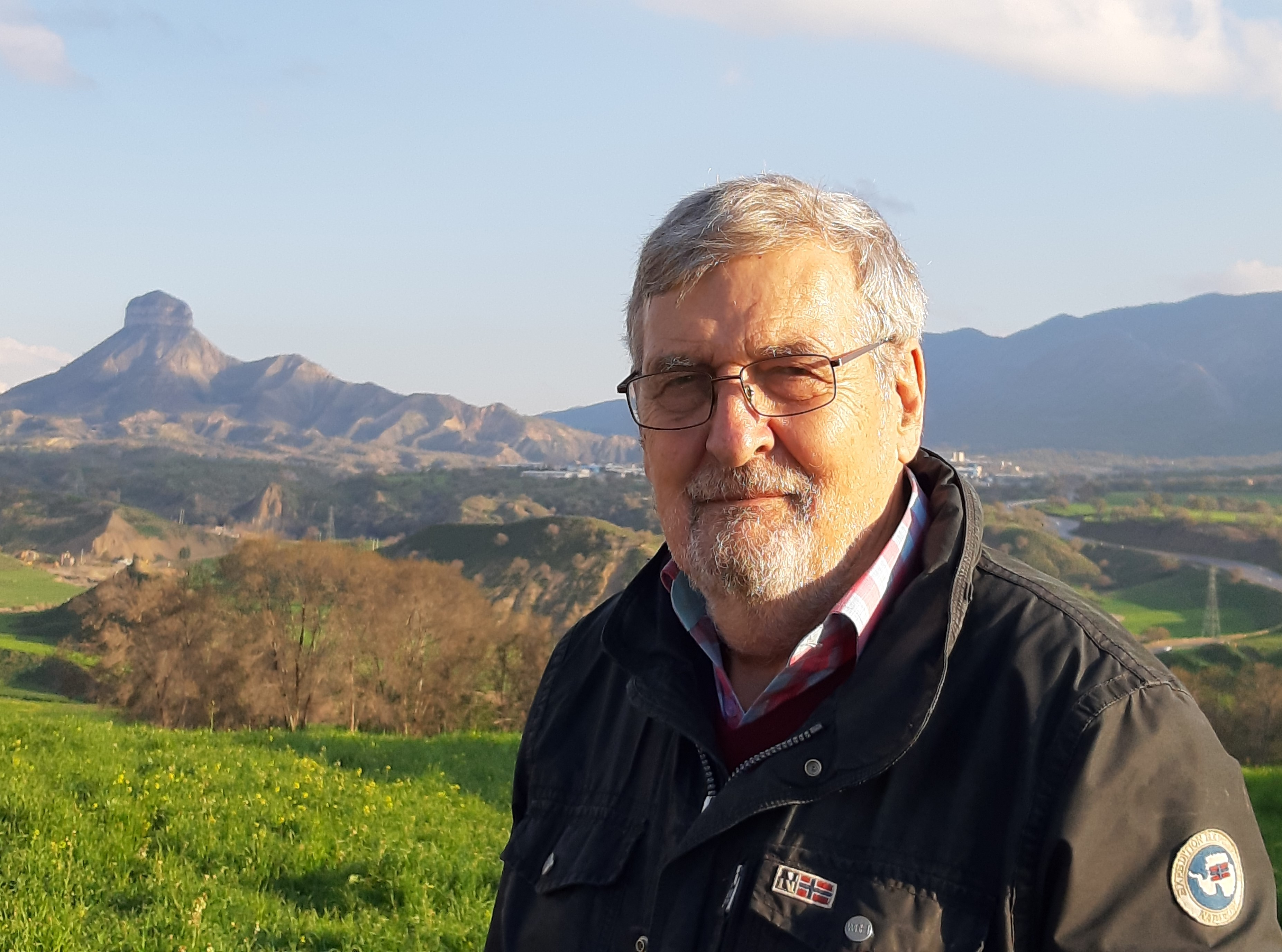
Jürgen Herzog, 2019

Jürgen Herzog (* 12. Dezember 1941 in Heidelberg; † 23. April 2024) war ein deutscher Mathematiker.
Herzog wuchs in Eberbach auf und begann 1963 nach Abitur und Wehrdienst sein Studium der Mathematik und Physik an der Universität Kiel. 1964 wechselte er an die Universität Heidelberg, wo er ein Student von Ernst A. Kunz wurde. Mit Kunz war Herzog von 1967 bis 1968 an der Purdue University, wo er seinen Masterabschluss erwarb. 1969 wurde Herzog bei Kunz an der Louisiana State University promoviert (Generators and Relations of Abelian Semigroups and Semigroup Rings). Anschließend war Herzog als Wissenschaftlicher Assistent in Regensburg, wo 1974 seine Habilitation (Komplexe, Auflösungen und Dualität in der lokalen Algebra) erfolgte und er dann noch bis 1975 als Universitätsdozent tätig war. Von 1975 bis zu seiner Emeritierung 2009 war Herzog Professor an der Universität Duisburg-Essen.
Herzog befasste sich mit kommutativer Algebra, vor allem unter der Verwendung kombinatorischer und homologischer Methoden. Dabei forschte er unter anderem zu kanonischen Moduln, Gorensteinringen, Differentialen, Derivationen, Deformationen, Koszul-Algebren und der Asymptotik von Idealpotenzen.
Mehrere Lehrbücher, die Herzog mit verschiedenen Mitautoren verfasste, sind Standardwerke der kommutativen Algebra.

## Schriften
- Generators and relations of abelian semigroups and semigroup rings. Manuscr. Math. 3, 175–193, 1970.
- herausgegeben mit Ernst Kunz: Der kanonische Modul eines Cohen-Macaulay-Rings. Lecture Notes in Mathematics 238, Springer, 1971.
- mit Winfried Bruns: Cohen-Macaulay rings. Cambridge studies in advanced mathematics 39, Cambridge University Press, 1993.
- mit Takayuki Hibi: Monomial Ideals. Graduate Text in Mathematics, Springer, 2011.
- mit Viviana Ene: Gröbner bases in Commutative Algebra. Graduate Studies in Mathematics, 130. American Mathematical Society, Providence, RI, 2012.
- mit Takayuki Hibi, Hidefumi Ohsugi: Binomial Ideals. Graduate Text in Mathematics, Springer, 2018.